# Banksia strahanensis
Banksia strahanensis é uma espécie extinta de árvore ou arbusto no gênero botânico Banksia. Dela são conhecidos apenas alguns fragmentos fósseis: uma folha e vários fragmentos de folhas encontrados em sedimentos datados do Pleistoceno Inferior ao Pleistoceno Médio em Regatta Point, na costa ocidental da Tasmânia. As folhas tinham formato longo e muito estreito, lembrando superficialmente folhas da espécie existente B. spinulosa.
Os fósseis pertencem claramente ao gênero Banksia, seção Oncostylis, série Spicigerae, com a única dificuldade residindo no fato de todos os táxon Oncostylis possuem folhas com uma rede vascular na parte de cima, enquanto os fósseis encontrados não apresentavam essa característica. Têm maior semelhança com as folhas da espécie B. spinulosa, diferindo apenas na ausência de vascularização superficial; um pecíolo mais longo e a combinação de folhas estreitas com o lado de baixo desprovido de penugem (todas as formas de B. spinulosa com folhas tão estreitas quanto as da B. strahanensis têm os lados de baixo com penugens). Em função dessas diferenças, os fósseis são considerados um espécie separada. Acredita-se que a espécie represente uma linhagem extinta; é improvável que seja uma ancestral de qualquer espécie do gênero Banksia, assim como a ausência de vascularização superficial aparenta ser mais uma adaptação que um estágio primitivo. A extinção provavelmente ocorreu em função das mudanças climáticas e do rompimento de padrões globais nas glaciações do Pleistoceno Inferior.
Os fósseis da espécie B. strahanensis foram descobertos em sedimentos em Regatta Point no início da década de 1980. Uma descrição formal da espécie foi publicada em 1991 por Gregory J. Jordan e Robert S. Hill, que deram o segundo elemento do nome científico da espécie em homenagem à cidade próxima de Strahan. Desta forma, o descritivo completo da espécie é: "Banksia strahanensis Jordan & Hill". O holótipo e um número de outros espécimes estão guardados no Departamento de Ciência Vegetal da Universidade da Tasmânia.